# Lost: Via Domus
Lost: Via Domus es un videojuego basado en la popular serie de televisión Lost (conocida como Perdidos en España) de la cadena de televisión norteamericana ABC. Via Domus es una expresión en latín que significa «el camino a casa», en el sentido de escapar de la isla. El juego ha sido producido por Ubisoft conjuntamente con los productores de la serie, Carlton Cuse y Damon Lindelof.

## Historia
El videojuego estará protagonizado por un personaje inédito llamado Elliot Maslow, un reportero que padece amnesia después del accidente del Vuelo 815. A lo largo del juego, que tiene lugar en las dos primeras temporadas de la serie (pero también con escenarios y personajes de la tercera), tendrás que tratar de devolverle la memoria y encontrar una salida de la isla.
Algunos elementos de la historia, como las mujeres con problemas de embarazo, no serán parte del juego. Cada episodio tratará de algún tipo de crisis para Elliot y los demás perdidos. En uno de los primeros niveles Elliot tendrá que parar un escape de combustible del lugar del accidente, antes de que todo vuele por los aires. A menudo usará su cámara para tomar pruebas y enseñarles a los losties lo que ha encontrado.
Elliot tendrá sus propios flashbacks que explicarán su pasado: el por qué estaba en Sídney, y "qué problemas tendrá que resolver para escapar de la Isla". Algunos flashbacks serán provocados por conversaciones u objetos que encuentres y algunos de ellos serán incomprensibles hasta que hayas descubierto más cosas. Elliott también se ganará el acceso a la red de DHARMA y hablar con gente que podrían ser (o no) Los Otros.
Tendrá montones de "easter eggs" para los fanes y puede que responda indirectamente a algunas de las preguntas de la serie, pero no esperéis que se revele ninguna de las importantes. Constará de 7 capítulos de una hora u hora y media cada uno con cliffhangers, flashbacks jugables, cameos, etc.
Se podrán visitar detalladamente lugares que no se han visto en la serie. Un ejemplo es la zona que estaba detrás del muro de hormigón, dentro de la Escotilla; en el juego el jugador podrá explorarla más a fondo, y es posible que consiga ver de dónde proviene esa fuerza electromagnética.
Los personajes confirmados que aparecerán son Jack, Kate, Sawyer, Sayid, Hurley y Locke. Usarán las voces originales y serán de mucha ayuda. Hurley negociará bienes, Locke te conducirá por la selva y arreglará cosas, y Sawyer te pondrá motes. También salen Charlie, Sun, Jin, Michael y Desmond y, por parte de los otros, Juliet, Tom y Ben.
También habrá mucha acción, así que, por ejemplo, tendrás que escapar del Humo Negro, de osos polares y de los otros. Confirman que también estará la Roca Negra, así como un nivel en que manipularás la inestable dinamita. Los guionistas dicen que crear un nuevo personaje era necesario porque ya sabemos lo que vivieron Jack y compañía todo ese tiempo. Esta historia toma lugar en un sitio al que Carlton describe como un universo paralelo a Lost. «No es literalmente lo mismo, amplía cosas que ya vimos en la serie, y eso la lleva por su propio camino». Damon menciona que Elliot «explorará un par de lugares que los principales aún no han encontrado, o han decidido no explorar».

## Producción

### Desarrollo
El 22 de mayo de 2006 Ubisoft anunció que habían licenciado los derechos de la serie de Touchstone Television para poder crear un juego basado en el mundo de Lost y lanzarlo a finales de febrero de 2008. La idea del juego era mostrar un punto de vista diferente al de la serie, con nuevas historias y misiones. Durante el 27 de mayo de 2006 se mostró un tráiler del videojuego.
Las plataformas elegidas para lanzar el videojuego eran Xbox 360, PlayStation 3 y PC.

### Gráficos
El videojuego tiene gráficos basados en el motor YETI desarrollado para Ghost Recon: Advanced Warfighter, y los juegos de Beowulf.

### Doblaje
Algunas de las voces de los personajes, tanto en la versión en inglés como en la versión doblada al español, serán las mismas que la que se oyen en la serie, pues los mismos actores las interpretarán.